# Place Koumoundoúrou
 (signalé en mai 2025).
Si vous disposez d'ouvrages ou d'articles de référence ou si vous connaissez des sites web de qualité traitant du thème abordé ici, merci de compléter l'article en donnant les références utiles à sa vérifiabilité et en les liant à la section « Notes et références ».
- Archive Wikiwix
- Bing
- Cairn
- DuckDuckGo
- E. Universalis
- Gallica
- Google
- G. Books
- G. News
- G. Scholar
- Persée
- Qwant
- (zh) Baidu
- (ru) Yandex
- (wd) trouver des œuvres sur Wikidata

La place Koumoundoúrou (en grec moderne : Πλατεία Κουμουνδούρου), également connue sous le nom de place Eleftherías (Πλατεία Ελευθερίας), est l'une des places les plus célèbres du centre d'Athènes en Grèce. Elle est située en bordure de la rue du Pirée. Autour d'elle, s'est développé le quartier du même nom. Il est nommé en mémoire d'Aléxandros Koumoundoúros, premier ministre de Grèce,  au milieu du XIXe siècle. Sa maison était située dans la rue du Pirée. Le nom officiel de la place aujourd'hui, bien que rarement utilisé, est celui de la place Eleftherías. 

## Galerie

Place Koumoundoúrou
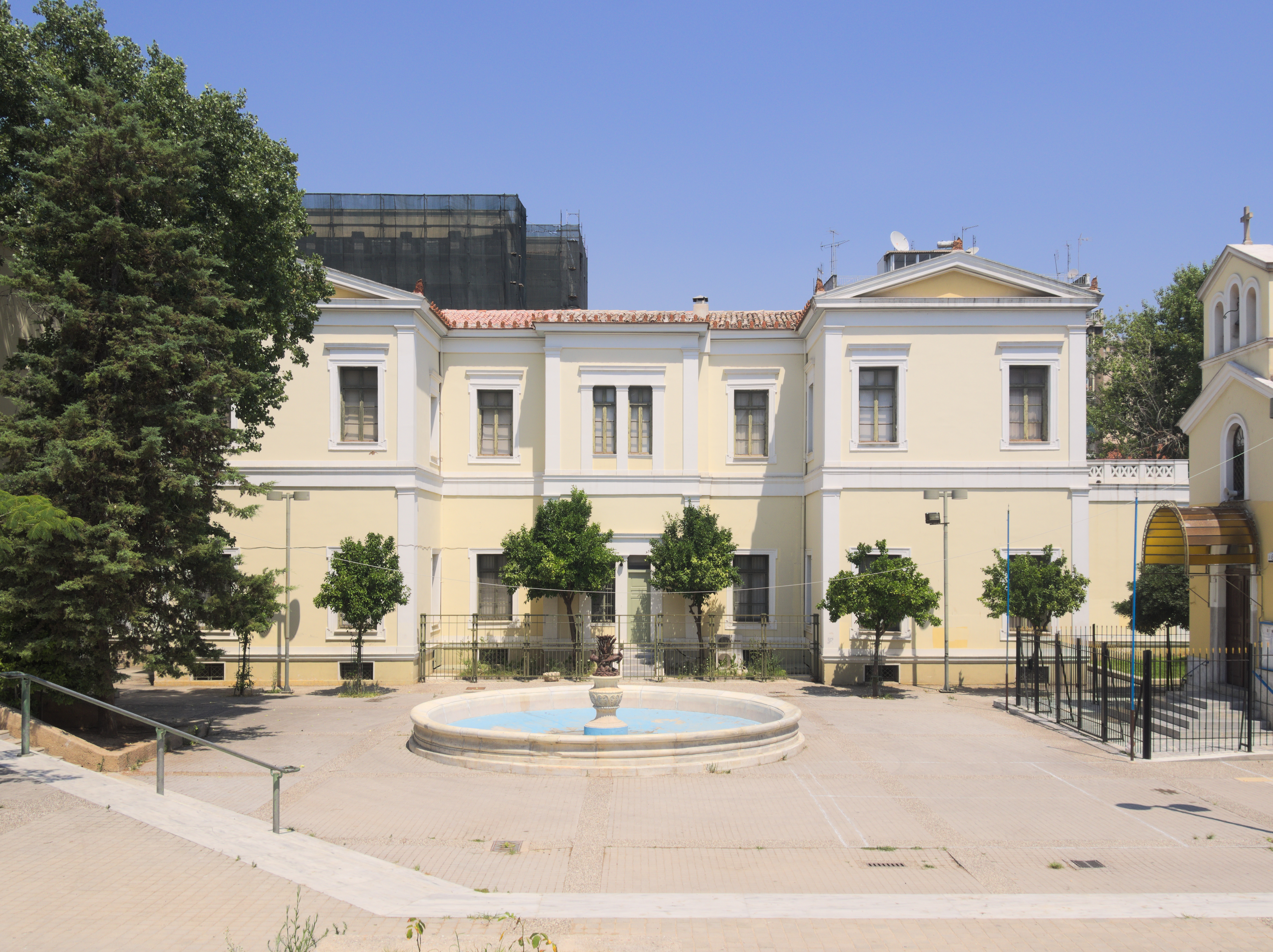
La pinacothèque des Athéniens.
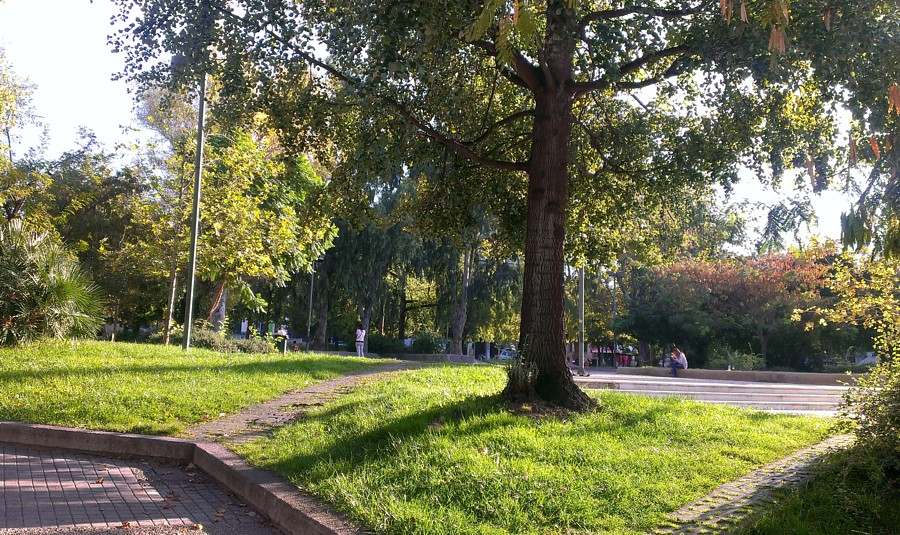
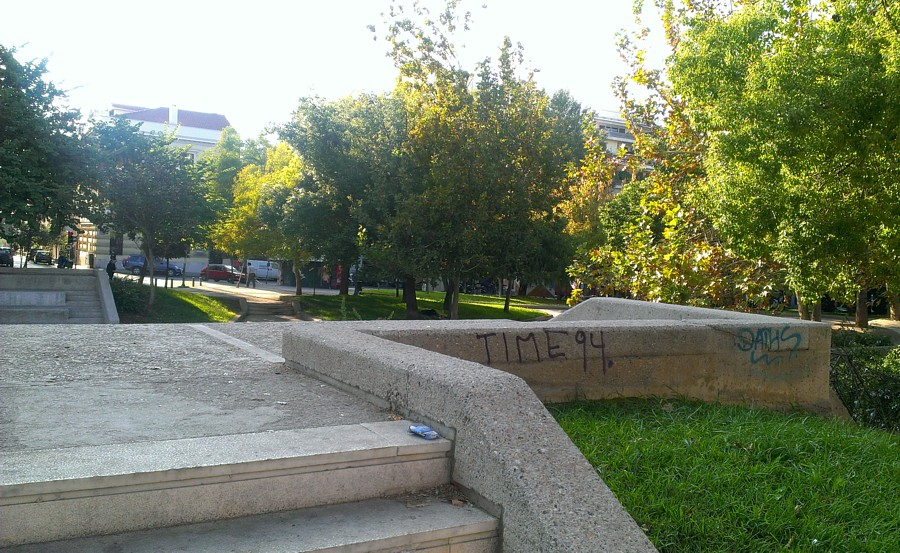
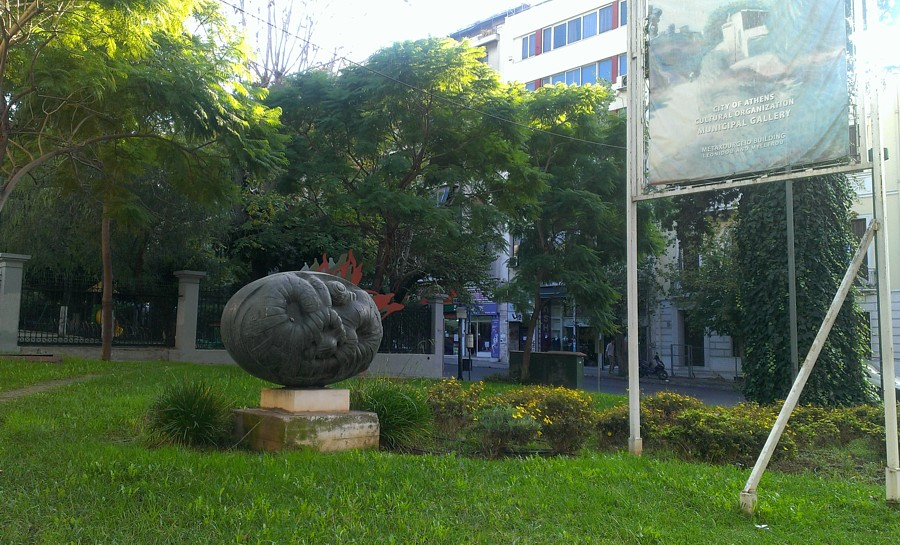
Jardin de la pinacothèque.